# 1. Ukrainische Front

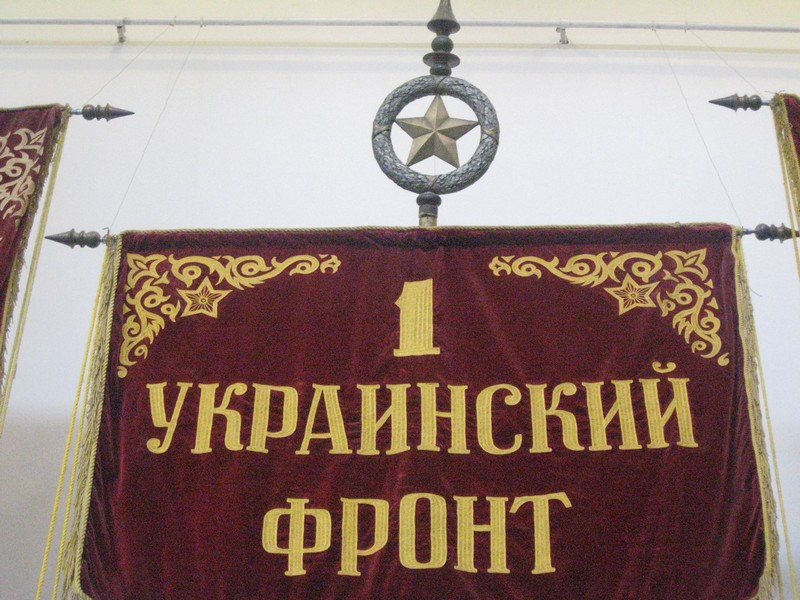
Standarte der 1. Ukrainischen Front für die Siegesparade im Zentralen Streitkräftemuseum in Moskau

Die 1. Ukrainische Front (russisch Первый Украинский фронт Perwy Ukrainski front), zuvor die Woronescher Front (Воронежский фронт Woroneschski front), war eine Hauptformation (Front) der Roten Armee während des Zweiten Weltkriegs und entsprach einer Heeresgruppe. Sie war einer von vier Heeresteilen, welche anfänglich die Ukraine zurückeroberten.

## Kriegszeit
Die Woronescher Front wurde Ende Juni 1942 aufgestellt, als Panzer der 6. Armee der deutschen Wehrmacht in der Anfangsphase der Operation Blau Woronesch erreichten. Sie wurde von der früheren Brjansker Front abgespalten, um die Region Woronesch besser verteidigen zu können. Der Name weist auf die geografische Region hin, in der die Front zuerst kämpfte, und zwar in der Stadt Woronesch am Fluss Don.
Die Woronescher Front nahm an der Schlacht von Woronesch, an den Verteidigungsoperationen an den Zufahrten nach Stalingrad und an der Operation Saturn im Dezember 1942 teil, die auf die Einkreisung der deutschen 6. Armee in Stalingrad folgte, wo sie die ungarische 2. Armee vernichtete. Im Anschluss an die Operation Saturn war die Front an der Operation Stern (Swesda) beteiligt, zu der auch die Dritte Schlacht um Charkow gehörte, die in einer langen Schlacht vom 2. Februar bis zum 23. März 1943 endete und in der die Deutschen einen Großteil der sowjetischen Erfolge wieder zunichtemachten. Während der Operation Swesda umfasste die Front die 38., 40., 60. und 69. Armee sowie die 3. Panzerarmee, die aufgrund ihrer Zerstörung zur 57. Armee wurde. In der Schlacht von Kursk im August 1943 operierte die Front auf der südlichen Schulter, wobei sie die Panzerschlacht bei Prochorowka auf sowjetischer Seite befehligte.
Während der Belgorod-Charkower Operation, die am 3. August 1943 begann, umfasste die Front die 38., 40., 27. Armee; die 6. und 5. Gardearmee und die 1. und 5. Panzerarmee. Während dieser Schlacht unternahmen sowohl die 1. als auch die 5. Panzerarmee ihre Hauptanstrengungen im Sektor der 5. Gardearmee. Eine der Divisionen der 5. Gardearmee war die 13. Gardeschützen-Division. Die Front kämpfte auch bei der anschließenden Befreiung der östlichen Ukraine.
Am 20. Oktober 1943 wurde die Woronescher Front in 1. Ukrainische Front umbenannt. Diese Namensänderung spiegelte den Vormarsch der Roten Armee gegen die deutsche Wehrmacht in Richtung Westen wider, als sie die Russische Sozialistische Sowjetrepublik hinter sich ließ und in die Ukrainische SSR vorrückte. Unmittelbar nach der Befreiung von Kiew (6. November 1943) stellte der Oberbefehlshaber der Front, Generaloberst Watutin seinen Truppen neue Aufgaben. Gemäß seiner Anweisung erhielt die 38. Armee unter General K. S. Moskalenko den Befehl,  auf Schitomir und mit anderen Teilen auf Belaja Zerkow anzugreifen. Die 27. Armee unter Generalleutnant S. G. Trofimenko und die 40. Armee unter Generalleutnant F. F. Schmatschenko sollten südlich von Belaja Zerkow in Richtung Kagarlyk operieren. Die 60. Armee von I. D. Tschernjachowski wurde mit der Aufgabe betraut, die deutsche Front zwischen Radomyschl, Tschernjachow und Korosten zu durchbrechen. Die 13. Armee unter Generalleutnant N. P. Puchow sollte auf Owrutsch vorgehen. Im Frühjahr 1944 nahm die Front mit Armeen der benachbarten Front an den Schlachten von Tscherkassy und Kamenez-Podolski in der Ukraine teil. Sie führte die Lwiw-Sandomierz-Operation, während derer die Front die 1. Gardepanzerarmee, 3. Gardepanzerarmee, 4. Panzerarmee, 3. Gardearmee, 5. Gardearmee, 13., 38., 60. Armee, 1. Garde-Kavallerie-Korps. Danach nahm sie an der Schlacht um Ternopil teil. Die Front nahm 1944 und 1945 an den entscheidenden Schlachten in der Ukraine, Polen, Deutschland und der Tschechoslowakei teil und erreichte mehrfach die tiefsten Vorstöße an der gesamten Ostfront. Neben der nördlicher angesetzten 1. Weißrussische Front war sie die größte und stärkste aller sowjetischen Fronten.
Beide hatten im letzten Kriegsjahr das Ziel, Berlin zu erreichen und den Krieg zu beenden.
Anfang 1945 nahmen die Fronttruppen unter Konjews Oberbefehl in Polen an der Weichsel-Oder-Operation teil und führte dann die Operationen in Schlesien sowie die Belagerung von Breslau durch. Die Front nahm mit der Cottbus-Potsdamer Operation an der entscheidenden Berliner Operation teil. Die Front führte auch den größten Teil der Kesselschlacht von Halbe durch, bei der der größte Teil der deutschen 9. Armee zerschlagen wurde. Zu dieser Zeit operierte die polnische 2. Armee als Teil der Front. Schließlich schlug die 1. Ukrainische Front die Gegenangriffe der Armee Wenck zurück, die darauf abzielte, Berlin zu entlasten, und vereinigte sich später mit den Amerikanern an der Elbe. Die Front schloss ihren Einsatz mit der Prager Operation ab, die zur letzten Schlacht des Zweiten Weltkriegs in Europa wurde und somit den Krieg beendete.
Nach dem Krieg bildete das Hauptquartier der Front bis 1955 die Zentrale Gruppe der Streitkräfte der Roten Armee in Österreich und Ungarn und wurde 1968 in der Tschechoslowakei als Erbe der Ereignisse des Prager Frühlings neu aufgestellt.

## Frontkommando
- Armeegeneral N. F. Watutin (Oktober 1943 – März 1944)
- Marschall der Sowjetunion Georgi Konstantinowitsch Schukow (März – Mai 1944)
- Marschall der Sowjetunion Iwan Stepanowitsch Konew (Mai 1944 – Kriegsende)
- Generalleutnant Nikita Sergejewitsch Chruschtschow (Mitglied des Militärrats, Oktober 1943 – August 1944)
- Generalmajor K. W. Krainjukow (Mitglied des Militärrats, Oktober 1943 – Kriegsende) (seit März 1944 Generalleutnant)
- Generalleutnant S. P. Iwanow (Chef des Stabes, Oktober – November 1943)
- Generalleutnant A. N. Bogoljubow (Chef des Stabes, November 1943 – April 1944)
- Armeegeneral Wassili Danilowitsch Sokolowski (Chef des Stabes, April 1944 – April 1945)
- Armeegeneral Iwan Jefimowitsch Petrow (Chef des Stabes, April 1945 – Kriegsende)

## Armeen
Zu den Armeen und selbständigen Verbänden, die Teil der 1. Ukrainischen Front waren, gehörten:
- 1. Garde-Kavalleriekorps (1943–1945)
- 27. Armee (1943–44) (2. Ukrainische Front)
- 38. Armee (1943–44) (4. Ukrainische Front)
- 40. Armee (1943–44) (2. Ukrainische Front)
- 47. Armee (1943–43) (2. Weißrussische Front)
- 60. Armee (1943–44) (4. Ukrainische Front)
- 3. Gardepanzerarmee (1943–45) (Gruppe der Sowjetischen Streitkräfte in Deutschland)
- 13. Armee (1943–45) (Militärbezirk Karpaten)
- 2. Luftarmee (1943–?) ?

### Spätere Zusammensetzung
- 5. Garde-Armee
- 2. Polnische Armee
- 52. Armee
- 4. Gardepanzerarmee
- 28. Armee
- 31. Armee
- 3. Garde-Armee

### Ethnische Zusammensetzung der Truppenverbände
Anders als im Januar 2015 vom polnischen Außenminister Schetyna behauptet, bestand die 1. Ukrainische Front jedoch nicht speziell aus Ukrainern, sondern aus Angehörigen verschiedener Völker der Sowjetunion (Russen, Ukrainer, Tschetschenen, Georgier usw.).